# Lesch-Nyhans syndrom
Lesch-Nyhans syndrom (LNS) er en meget sjælden genetisk sygdom, karakteriseret ved 
- overproduktion af urinsyre
- dårligt nervesystem
- problemer med opførslen (patienter kan finde på at spise sig selv)

Symptomerne på LNS viser sig typisk i en alder af 3-6 måneder. Det første symptom på LNS er orangefarvede sandlignende krystaller af urinsyre, der forekommer i barnets ble. Overproduktionen af urinsyre kan føre til udvikling af urinsyrekrystaller eller -sten i nyrer, urinledere eller blære.

## Genetik
LNS skyldes en mutation i HPRT-genet i X-kromosomet, hvilket er grunden til at stort set kun mænd får lidelsen. Ændringen gør, at der er mangel på enzymet hypoxantin-guanin fosforibosyltransferase (HPRT). Med HPRT-enzymet kan purinerne (adenin og guanin) genbruges fra de døde cellers DNA. Når kroppen ikke kan genbruge adenin og guanin, er der en dramatisk overproduktion af urinsyre, som fører til hyperuricemia. Hyperuricemia kan resultere i gigt, ledbetændelse og nyresten, og urinsyren kan klumpe sig sammen i krystaller under huden. LNS bliver konstateret i 1 ud af hver 100.000 levende fødte. 
LNS er blevet konstateret hos alle racer og etniske grupper. LNS kan enten være arveligt eller kan opstå ved en spontan ny mutation.